# Kokotów (przystanek kolejowy)
Kokotów – przystanek kolejowy w miejscowości Kokotów, na granicy Krakowa i Wieliczki.

## Ruch pasażerski
| Rok  | Wymiana pasażerska na dobę |
| ---- | -------------------------- |
| 2017 | 20-49                      |
| 2022 | 50-99                      |

## Połączenia
- Kraków
- Tarnów
- Rzeszów
- Nowy Sącz
- Bochnia
- Brzesko Okocim
- Katowice
- Wodzisław Śląski